# Solontschak

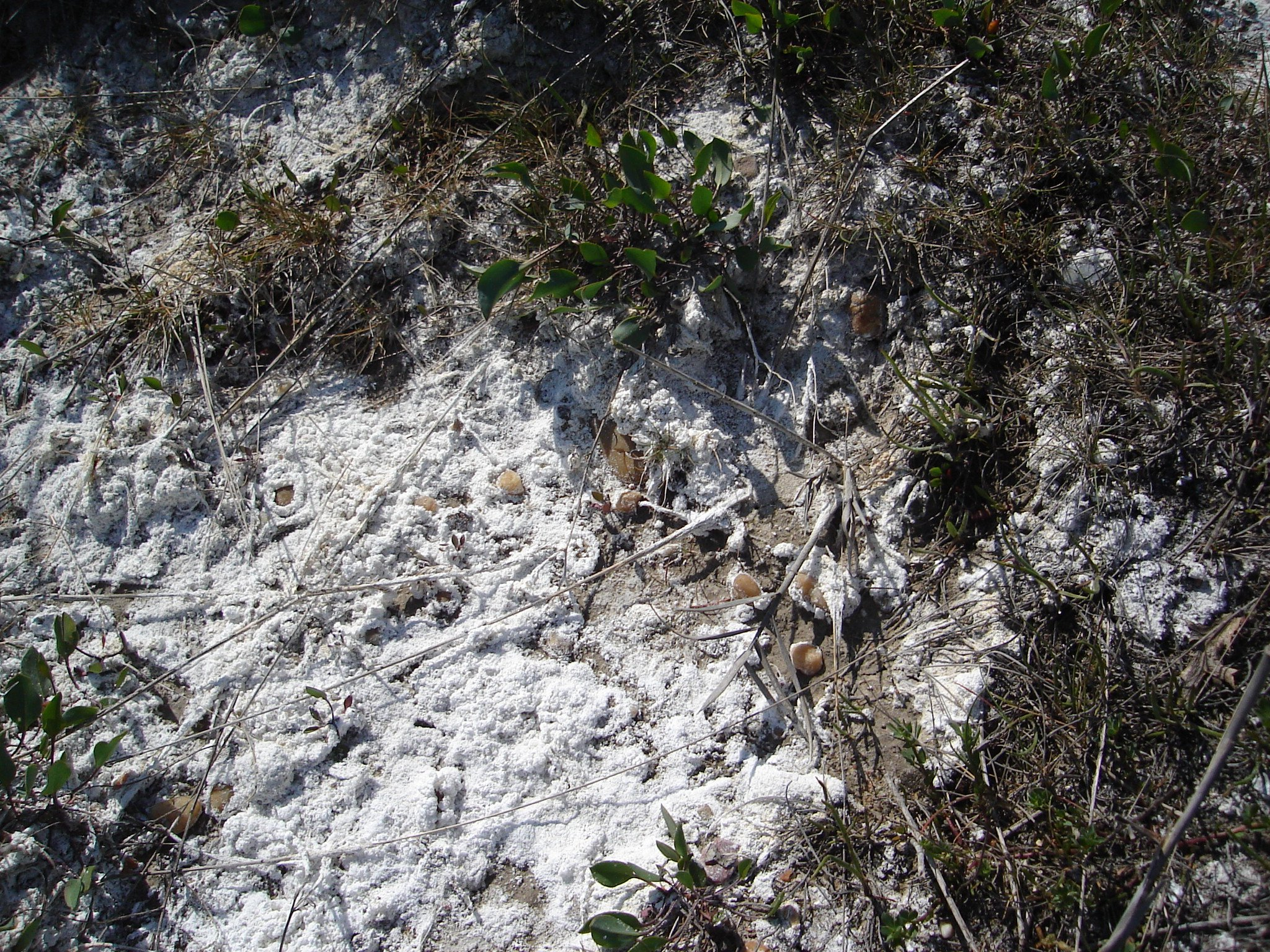
Salzausblühungen an der Bodenoberfläche eines Solontschaks

Der Solontschak ist ein Bodentyp der Österreichischen Bodensystematik (ÖBS). Solontschak (russisch Солончак, wiss. Transliteration Solončak) ist der russische Name für Salzboden. Er ist gekennzeichnet durch relativ hohe Gehalte an leichtlöslichen Salzen. Als natürliche Vegetation kommen nur mäßig bis stark salztolerante Pflanzen (Halophyten) vor.

## Definition und Horizontfolgen
Der Solontschak ist durch folgende Merkmale definiert: Salzgehalt > 0,3 Massen-%, elektrische Leitfähigkeit > 4 dS/m und Natriumsättigung < 15 %. Die elektrische Leitfähigkeit ist umso höher, je mehr leichtlösliche Salze in Lösung sind. Zur Messung wird ein Sättigungsextrakt hergestellt. Hierzu wird der Boden mit Wasser vollständig befeuchtet, doch bleibt kein Überschusswasser sichtbar. Alle Salze, die jetzt in Lösung sind, gelten als leicht löslich. Dies sind alle, die leichter löslich sind als Gips.
Zu den leichtlöslichen Salzen gehören insbesondere Chloride, Sulfate, Carbonate, Borate und Sulfide. Der pH-Wert ist meist über 7. Sind die Salze auch an der Oberfläche vorhanden, kann es zu Salzausblühungen kommen.
Typische Horizontfolgen sind: Asa-G; Ai,sa-Go,r; Asa-Gr; Ai,gg,sa-G. Hoch anstehendes Grundwasser ist Bestandteil der Definition und wird durch den Großbuchstaben G ausgedrückt. Die Kleinbuchstabenfolge sa zeigt den hohen Salzgehalt.

## Genese
Im österreichischen Nationalpark Neusiedler See-Seewinkel sind seit der Eiszeit durch aufsteigendes salzhaltiges Grundwasser Solontschake entstanden. Wichtigstes Salz des A-Horizontes ist Natriumcarbonat (Soda).

## Abgrenzung von anderen Böden
Der Solontschak ist vom Solonetz zu unterscheiden, der auch im Seewinkel vorkommt. Der Solonetz ist in der ÖBS folgendermaßen definiert: Salzgehalt > 0,3 Massen-%, elektrische Leitfähigkeit > 4 dS/m und Natriumsättigung > 15 %.
Die in der World Reference Base for Soil Resources (WRB) definierte Referenzbodengruppe Solonchak (andere Schreibweise beachten!) verlangt eine elektrische Leitfähigkeit ≥ 15 dS/m (bei sehr hohen pH-Werten genügen ≥ 8), also wesentlich mehr, und darf nicht mit dem Solontschak der ÖBS verwechselt werden. Außerdem erlaubt die Definition des Solonchak die Abwesenheit von Grundwasser im Oberboden, weil es insbesondere in Wüsten oft erst in großen Tiefen vorhanden ist. Ein großer Teil der Solontschake im Seewinkel gehört wegen zu geringer Salzgehalte in der WRB nicht zu den Solonchaks, sondern zu den Gleysols.